# Kyle Ebecilio
Kyle Ebecilio (ur. 17 lutego 1994 w Rotterdamie) – holenderski piłkarz występujący na pozycji pomocnika.

## Kariera klubowa
Ebecilio jest wychowankiem Feyenoordu, którego barwy reprezentował do 2010 roku. W czerwcu 2010 roku media podały nieoficjalną informację o tym, iż Holender został zawodnikiem Arsenalu, która ostatecznie okazała się być prawdziwa. Wcześniej zawodnikiem interesowała się także Chelsea. Pod koniec lutego 2011 roku Ebecilio podpisał swój pierwszy profesjonalny kontrakt z klubem. W 2013 roku przeszedł do FC Twente. Był z niego wypożyczany do Nottingham Forest  i ADO Den Haag. W marcu 2017 odszedł z Twente.

## Kariera reprezentacyjna
Ebecilio ma za sobą występy w młodzieżowych reprezentacjach Holandii do lat 15 i do lat 16. W 2010 roku zadebiutował w kadrze do lat 17, z którą w 2011 roku zwyciężył w młodzieżowych mistrzostwach Europy. W spotkaniu finałowym tego turnieju Ebecilio zdobył bramkę i ostatecznie, wraz z trzema innymi zawodnikami, otrzymał tytuł króla strzelców.

## Życie osobiste
Kyle jest bratem występującego w Metałurhu Donieck Lorenzo Ebecilio. Jego kuzyni Jeffrey Bruma oraz Marciano Bruma także są piłkarzami.